# Neil Kennedy-Cochran-Patrick
Neil Kennedy-Cochran-Patrick (né le 5 mai 1926 et mort le 14 octobre 1994) est un skipper britannique. Il participe aux Jeux olympiques d'été de 1956 en participant à l'épreuve du 5,5 mètres JI et remporte la médaille d'argent de la compétition. Il meurt à l'âge de 68 ans.

## Palmarès

### Jeux olympiques
- Jeux olympiques de 1956 à Melbourne,  Australie
  -  Médaille d'argent.